# Anders Sandvig
Anders Sandvig, född 11 maj 1862 i Bud, död 11 februari 1950 i Lillehammer, var en norsk tandläkare och museiman.

## Biografi
Sandvig tog 1882 tandläkarexamen och praktiserade i Lillehammer. Han vann anseende som uppfinnare och konstruktör på aluminiumprotesens och de gjutna protesernas område. Han grundlade 1887 kulturhistoriska museet för Gudbrandsdalen och Oplandene, landets största lokalhistoriska samling, ett i sin art enastående rikt och fullständigt museum, som 1900 överlämnades till Selskapet for Lillehammer bys vel, men med bibehållande av Sandvig som dess föreståndare. De gamla byggnaderna med däri uppställda samlingar har i måleriska omgivningar placerats på Maihaugen, en naturskön höjd vid Lillehammer.

## Bibliografi

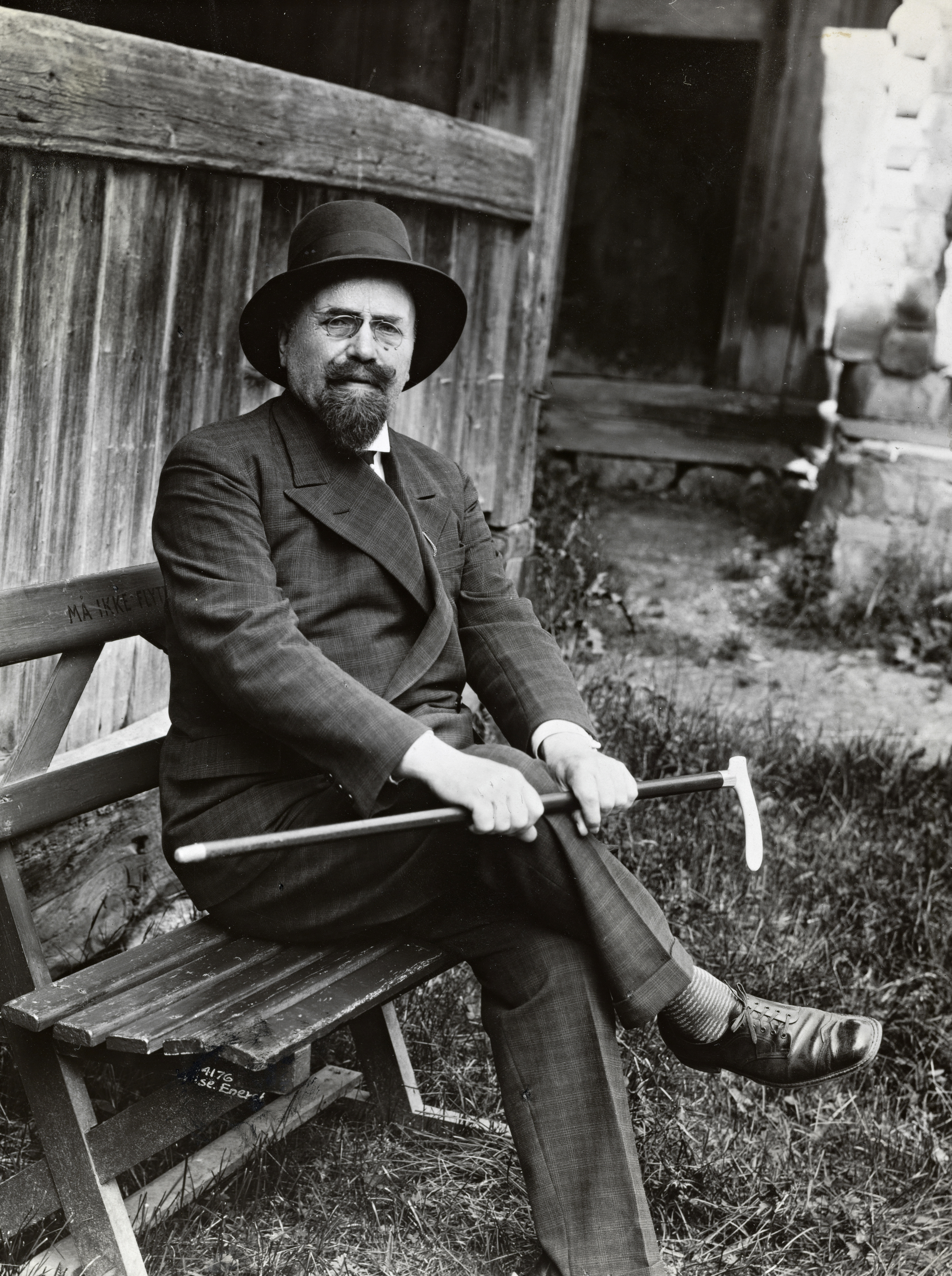
Anders Sandvig.